# Omnibusbahnhof Chemnitz
Der Omnibusbahnhof Chemnitz, auch ZOB Chemnitz, ist der zentrale Busbahnhof der sächsischen Stadt Chemnitz. Er befindet sich etwa 400 Meter vom Hauptbahnhof entfernt, in der Straße der Nationen gegenüber dem Schillerplatz.

## Geschichte und Konstruktion
Traditionell befand sich die Haupthaltestelle der Regional- und Stadtbusse in Chemnitz am Hauptbahnhof. Dort fuhren 1955 insgesamt 21 Buslinien des VEB Kraftverkehr Karl-Marx-Stadt ab.

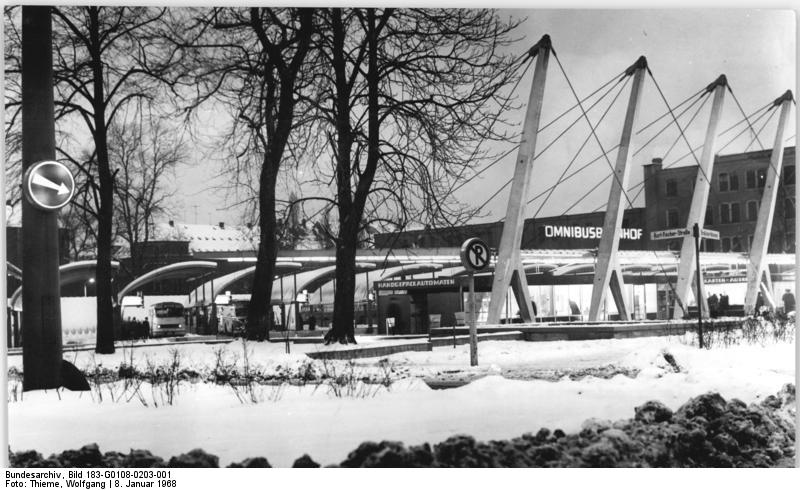
Omnibusbahnhof im Eröffnungsmonat (1968)

Erst Ende der 1960er Jahre änderte sich dies. Nach zweijähriger Bauzeit wurde am 7. Januar 1968 im damaligen Karl-Marx-Stadt der zu jener Zeit modernste Omnibusbahnhof der DDR eröffnet. Seinerzeit galt der Omnibusbahnhof, dessen etwa 1230 Quadratmeter große Wartehallenüberdachung und 2275 Quadratmeter messende Bahnsteigüberdachung heute unter Denkmalschutz steht, sogar als modernste Anlage Europas. Der Entwurf stammt von J. Meyer und die Statik von C. Weise. Die gartenbauliche Gestaltung entwarfen H. Rothe und R. Luckner.

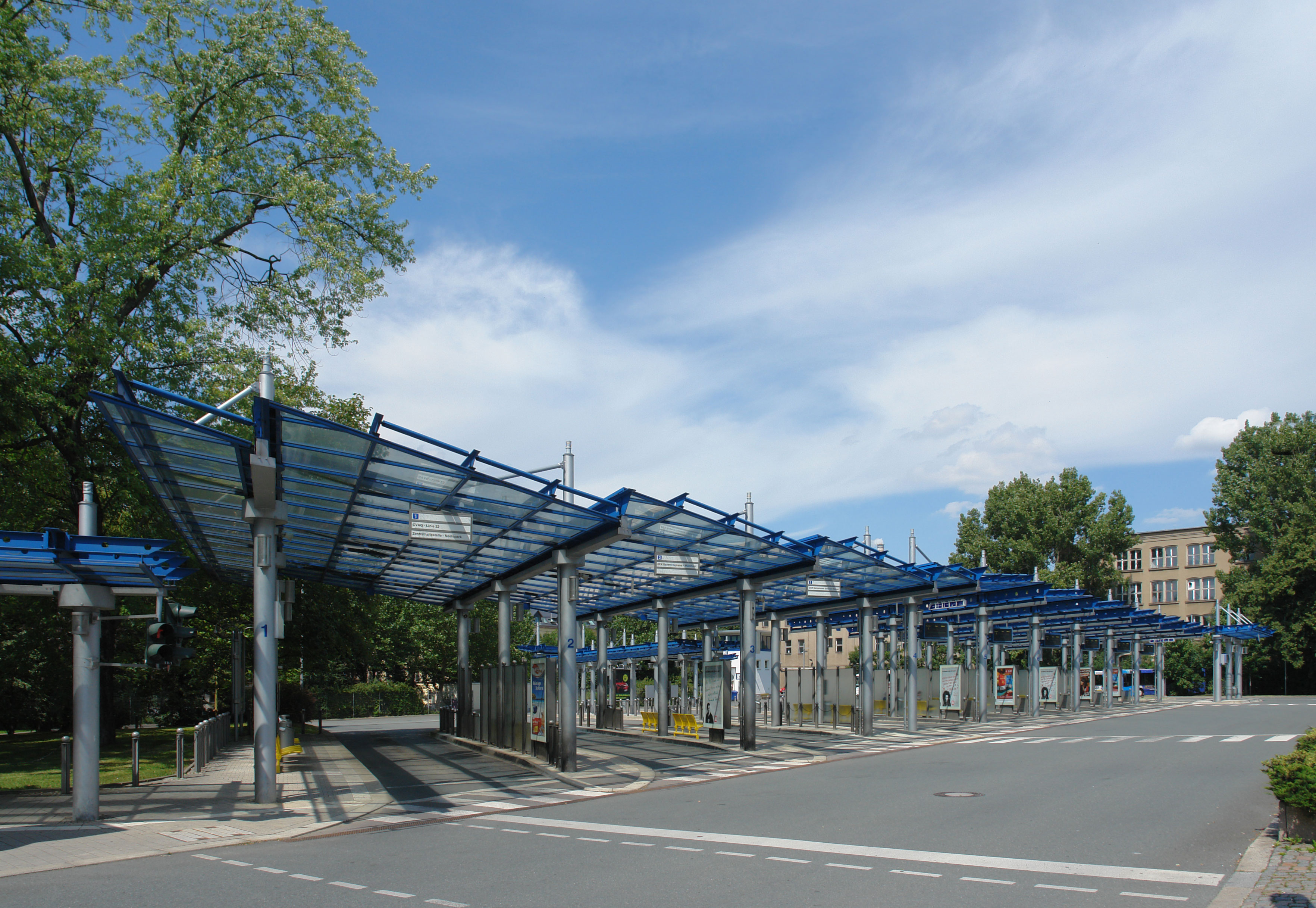
Bussteige (2008)

Der Omnibusbahnhof wurde als Experimentalbau der Deutschen Bauakademie errichtet. Der Omnibusbahnhof verfügte über 12 Bussteige, einen 60 Meter langen Ankunftsbahnsteig sowie eine freitragende Wartehalle, in der Kassenschalter, Telefonzellen, Gepäckautomaten und Verkaufsstände untergebracht waren.
Die Bussteige sind von Beginn an durch mit glasfaserverstärkten Kunststoffschalen überdacht. Das Dach der Wartehalle ist an durch Seilverspannung aufgehängte Pylonen befestigt. Die Gesamtbaukosten betrugen rund sieben Millionen Mark.
Die bereits Mitte der 1990er Jahre existierende Zentralhaltestelle in der Rathausstraße wurde bis 1999 umgebaut. Gleichzeitig wurde der Umbau des Abfahrtsbereichs des Omnibusbahnhofes, der nun nur noch über 10 Bussteige verfügt, abgeschlossen. Im Jahr 2008 wurde das Betriebskonzept des Bus- und Straßenbahnnetzes in Chemnitz, auch in Vorbereitung für das Chemnitzer Modell, grundlegend neu gestaltet. Im Zuge dessen gab die CVAG ihre vier letzten Abfahrstände auf und zog sich weitgehend vom Omnibusbahnhof zurück. Ihre Linien wurden auf die Zentralhaltestelle als zentralen Umsteigepunkt konzentriert – womit etwa 230 tägliche Abfahrten entfielen.
2014 wurde beschlossen, den alten Omnibusbahnhof abzureißen und die Haltestellen an den Hauptbahnhof zu verlegen. Das Gebäude der benachbarten Aktienspinnerei soll zur Zentralbibliothek der Technischen Universität umgebaut werden und ein Teil des Omnibusbahnhofs-Geländes dabei verwendet werden. Bereits 2009 waren erste Pläne bekannt wurden, die einen Rückbau des Busbahnhofs vorsahen. Die Förderung des 1999 erfolgten Umbaus verhinderte jedoch bis 2014 eine Entwidmung, da dabei Fördergelder zurückzuzahlen gewesen wären.
Die durch die Stadt Chemnitz favorisierte Variante für einen neuen Busbahnhof sieht vor, den Anfang der 2000er Jahre mit Steinplatten neu gestalteten Bahnhofsvorplatz teilweise zu verkleinern und den unter Denkmalschutz stehenden Wasserturm abzureißen. Der neue Busbahnhof wäre dann in Sichtweite zum Hauptbahnhof, etwa 200 Meter entfernt. Eine Überdachung des Weges zu den Bussen ist dabei nicht vorgesehen. Auch sollen die Fernbusse nicht mehr am Busbahnhof halten. Für diese wurde Anfang 2025 in der Dresdner Straße neben dem Hauptbahnhof eine eigene Haltestelle errichtet.

## Klapperbrunnen

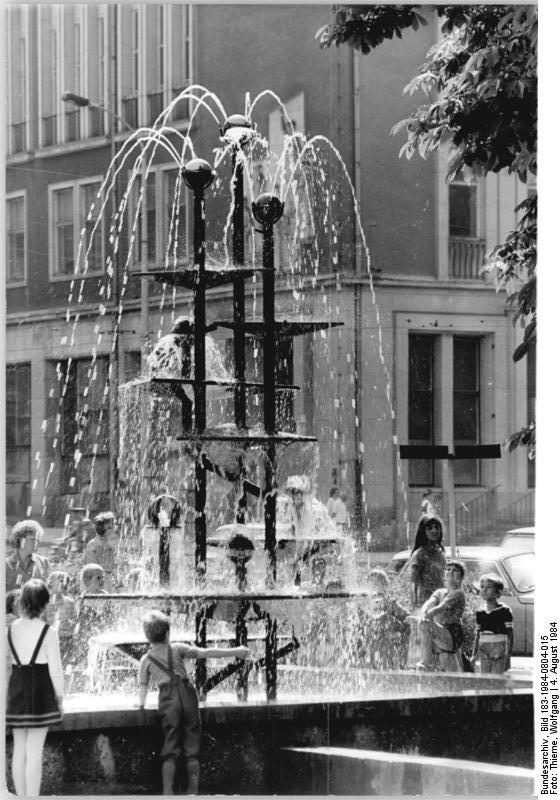
Klapperbrunnen am Karl-Marx-Städter Busbahnhof (1984)
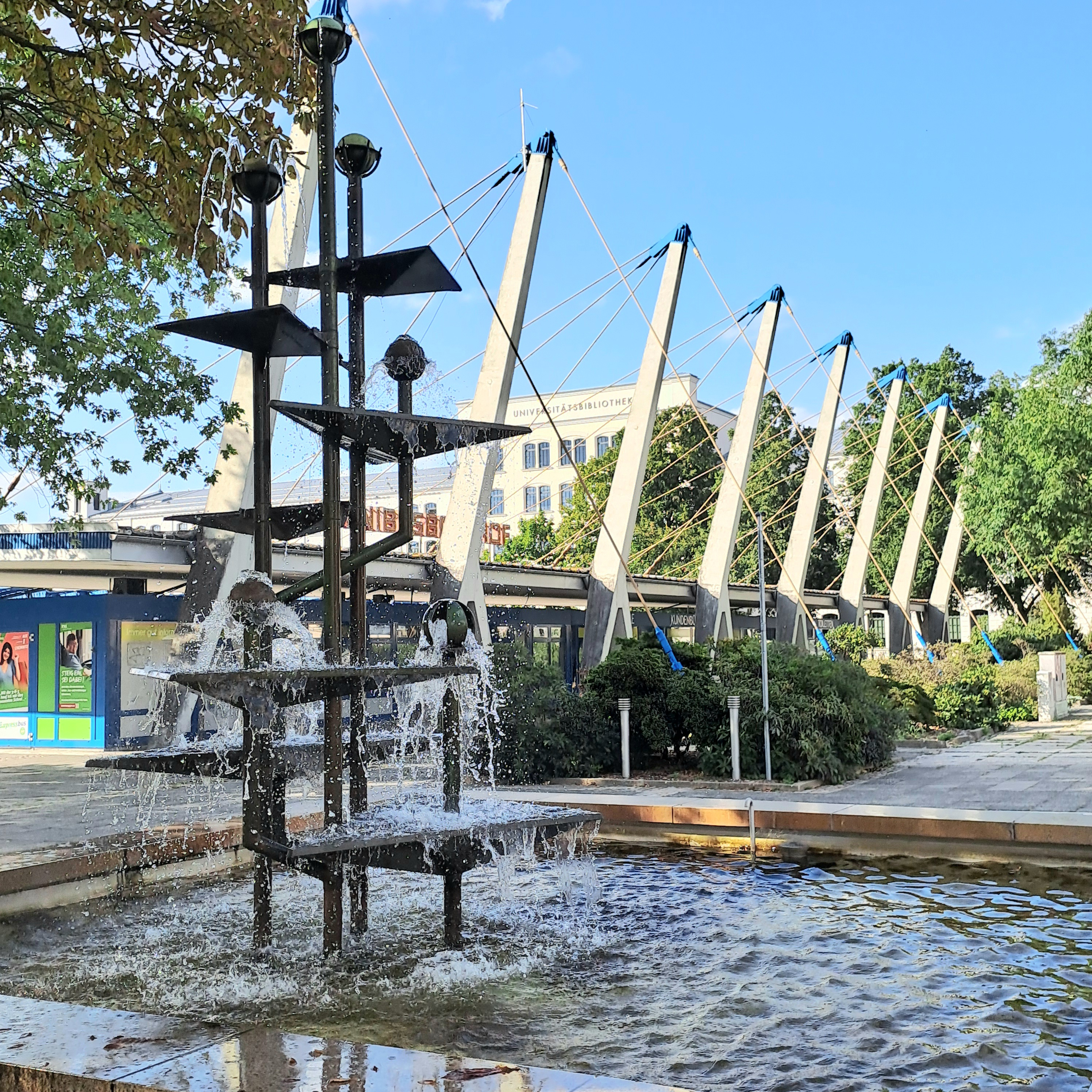
Klapperbrunnen am Chemnitzer Busbahnhof (2024)

Neben dem Busbahnhof wurde ein Springbrunnen angelegt, der mittlerweile unter Denkmalschutz stehende Klapperbrunnen. Bei dieser Konstruktion ergießt sich das Wasser von oben herab auf große Schalen, die dann unter dieser Last umkippen und sich mit klapperndem Geräusch wieder entleeren. Geschaffen wurde der Brunnen von Johannes Belz. Ende 2018 wurde er aufgrund seines maroden Zustandes abgestellt und im Februar 2020 demontiert.
Er wurde im Jahr 2023 durch das Grünflächenamt und unter Mitwirkung des Enkels von Johannes Belz, Erik Neukirchner, saniert.

## Betrieb
Bereits zur Eröffnung wurde der Omnibusbahnhof von 30.000 Fahrgästen täglich genutzt. Im Jahr 1978 wurden werktäglich 500 Abfahrten (das sind ca. 200.000 jährlich) gezählt. Nach dem Rückzug der CVAG ist die Zahl der Abfahrten auf etwa 51.000 pro Jahr gesunken, wobei die Abfahrten und Ankünfte von Reisebussen dabei nicht mitgezählt sind. Betrieben wird der Busbahnhof durch die RVE als Nachfolger der Autobus Sachsen.
Im Herbst 2014 wurde der Omnibusbahnhof im Regional- und Stadtverkehr angefahren durch die CVAG (nur Verstärkerfahrten der Studentenlinie 51), Regiobus Mittelsachsen und RVE.
Im Fernbusverkehr wird der Omnibusbahnhof von Ecolines angefahren. ADAC Postbus, Berlin Linien Bus und Vogtland Fernbus gaben den Halt Mitte der 2010er Jahre im Zuge der Betriebsaufgabe auf, während Flixbus seit Beginn 2025 das neu eröffnete Fernbusterminal in der Dresdner Straße neben dem Hauptbahnhof bedient.